# Sonnenalpe Nassfeld
Sonnenalpe Nassfeld je naselje občine Šmohor - Preseško jezero v okraju Šmohor na Koroškem v Avstriji.